# ナナ子よ!
『ナナ子よ！』（ナナこよ）は、中島利行による日本の少女漫画作品。『なかよし』1958年9月号から1960年8月号まで連載された、本誌に1958年9月号と10月号に掲載された後に、1958年11月号から1959年6月号は付録になり本誌に掲載されていない、1959年7月号から9月号は本誌のみに掲載され、1959年10月号から1960年8月号では本誌から別冊に続く形態となった。